# Mario Escobar (Schiedsrichter)
Mario Alberto Escobar Toca (* 19. September 1986) ist ein guatemaltekischer Fußballschiedsrichter. Er steht als dieser seit 2013 auf der Liste der FIFA-Schiedsrichter.

## Karriere
Nebst der lokalen Liga Nacional leitete er nebst weiteren internationalen Partien auf Klub-Ebene auch unter anderem Spiele bei der CONCACAF U-17-Meisterschaft 2019, der U-17-Weltmeisterschaft 2019, der Klub-Weltmeisterschaft 2020, mehreren Gold Cups sowie beim Afrika-Cup 2022. Zudem leitete er das Finalspiel der CONCACAF Champions League 2020 zwischen UANL Tigres und Los Angeles FC.
Zur Weltmeisterschaft 2022 wurde er ins Aufgebot der Schiedsrichter berufen, als Assistenten wurden ihm der Costa-Ricaner Juan Mora und Caleb Wales aus Trinidad und Tobago zugeteilt. Das Gespann kam zu einer Spielleitung in der Vorrunde, in dessen Verlauf Escobar die einzige Rote Karte des Turniers gegen einen Spieler aussprach, als er – nach Intervention des Video-Assistenten – den walisischen Torhüter Wayne Hennessey wegen groben Foulspiels vom Platz stellte.

## Einsätze bei der Fußball-Weltmeisterschaft 2022
| Phase        | Datum         | Spielort  | Heimmannschaft | Gastmannschaft | Ergebnis  |
| ------------ | ------------- | --------- | -------------- | -------------- | --------- |
| Gruppenphase | 25. Nov. 2022 | ar-Rayyan | Wales          | Iran           | 0:2 (0:0) |